# Benoît-Constant Coquelin
Benoît-Constant Coquelin (født 23. januar 1841, død 27. januar 1909) var en fransk skuespiller.
Han opnåede stor anerkendelse i titelrollen i Edmond Rostands teaterstykke Cyrano de Bergerac.
Opførslen på Théâtre de la Porte Sainte-Martin i Paris  blev set af Johannes V. Jensen, der højt priste skuespilleren i en anmeldelse udgivet i Politiken anden juledag i 1898.
Fægteduelscenen fra Cyrano de Bergerac blev filmet i USA i år 1900, da skuespilleren var på turné med Sarah Bernhardt. 
Der eksisterer en udgave med både farver og lyd.
Det skal efter sigende være den første lyd og farvefilm.[kilde mangler]
I Alexis Michaliks franske spillefilm Edmond fra 2019, der skildrer tilblivelsen og førsteopførelsen af Cyrano de Bergerac i december 1897, spilles Coquelin af Olivier Gourmet.